# Mutyzm
Mutyzm (łac. mutismus) – brak kontaktu werbalnego przy nieuszkodzonych ośrodkach mowy. 
Mutyzm wybiórczy to brak kontaktu werbalnego w wybranych sytuacjach lub w kontakcie z wybranymi osobami. Przykładowo dziecko może komunikować się z rodzicami a nie rozmawiać w szkole czy w przedszkolu. Przyczyną mogą być działania świadome, zaburzenia lękowe (mutyzm wybiórczy), zaburzenia psychotyczne lub zaburzenia emocjonalne. Mutyzm wybiórczy powinien być leczony za pomocą psychoterapii. Jest diagnozowany przez lekarza psychiatrę. Następnie prowadzona jest psychoterapia. Zazwyczaj nie jest konieczne stosowanie leczenia farmakologicznego.